# Wendy Foden
Pour les articles homonymes, voir Foden.
Wendy Foden (née en 1975) est une biologiste sud-africaine, spécialiste de la conservation, mieux connue pour son travail sur les impacts du changement climatique sur la biodiversité.

## Formation

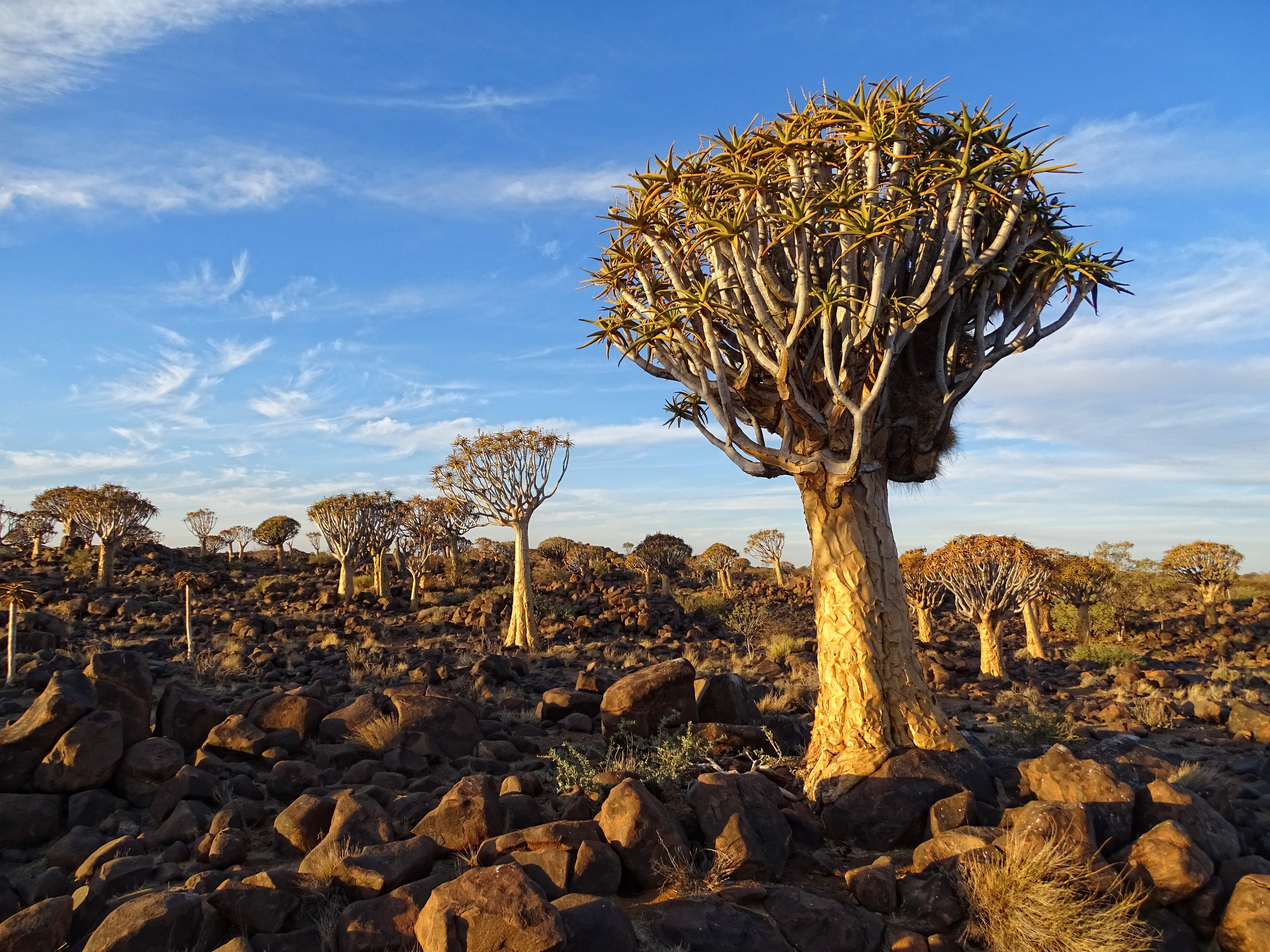
Aloe dichotoma l'une des espèces étudiées par Wendy Foden

À la fin de son master à l'Université du Cap (2001), elle a découvert un schéma latitudinal de dépérissement des Quiver Trees (Aloe dichotoma) qui suggère que le changement climatique pourrait en être le responsable. Elle a reçu des fonds pour poursuivre l'étude, travaillant avec Guy Midgley au South African National Biodiversity Institute dans la Ville du Cap. Foden passe une grande partie de la période 2001-2003 à étudier les Quiver Trees en Namibie et dans les régions arides du Sud-ouest de l'Afrique  et à organiser le suivi à long terme des modifications. Ses résultats ont confirmé une nette tendance à l'augmentation de la mortalité, le long de gradients du sud (le pôle) vers le nord (en direction de l'équateur) et des altitudes plus élevées vers les plus basses, ce qui suggère que l'espèce répond à un décalage vers le pôle dans son climat idéal, mais que la colonisation au sein de la principale frange est à la traîne. L'étude a été publiée en 2007 et a été l'un des premières de son temps à documenter les impacts du changement climatique sur les plantes, les écosystèmes arides ou en Afrique. 
Ce travail a constitué le principal objectif d'un documentaire, « All of a quiver », diffusé sur BBC World en avril 2007.

## Carrière
De 2003 à 2007 W. Foden gère le Programme des Espèces Menacées du South African National Biodiversity Institute, basé à Pretoria. À ce titre, elle a joué un rôle important dans l'établissement d'atlas et les programmes d'évaluation de la conservation des plantes, des reptiles, des papillons et des arachnides. Elle a créé une bourse de recherche postdoctorale sur les espèces menacées et a servi en tant que présidente du Groupe de spécialistes des plantes d'Afrique Australe de la Commission de survie des espèces de l'UICN (Species Survival Commission).
En 2007, Foden part au Royaume-Uni rejoindre le Programme des Espèces Mondiales de l'Union internationale pour la conservation de la nature, basé à Cambridge. En collaboration avec les chercheurs de la Commission de Survie des Espèces de l'UICN, elle a développé une méthode d'évaluation de la vulnérabilité des espèces au changement climatique qui implique de modéliser une prédiction d'exposition de chaque espèce au changement climatique et en examinant les traits biologiques qui sont susceptibles de les rendre plus ou moins sensibles et capables de s'adapter à ces changements. Dans une publication de 2013, Foden et ses co-auteurs décrivent la méthode et son application à tous les oiseaux, les amphibiens et les coraux. L'étude met en évidence les espèces dans ces groupes ayant le plus haut risque d'extinction liée au changement climatique, ainsi que les régions où elles sont concentrées. L'étude compare la vulnérabilité au changement climatique des espèces avec leur risque d'extinction sur la Liste rouge de l'UICN des Espèces Menacées et met en évidence les priorités à la fois les plus urgentes et les plus nouvelles en matière de conservation. Foden et son équipe ont également appliqué cette approche à des projets d'évaluation de vulnérabilité au changement climatique focalisés au niveau régional en Afrique Centrale et dans l'est du Rift Albertin, en Afrique de l'Ouest et à Madagascar.
Foden organise une série d'actions de sensibilisation sur les impacts du changement climatique sur la biodiversité, notamment à travers des conférences et des séminaires. En 2009, elle a dirigé un rapport et une conférence de presse orientée vers le grand public intitulés « Ten New Climate Change Flagships : More Than Just the Polar Bear (Dix nouveaux emblèmes du changement climatique : Il n'y a pas que l'ours polaire) » lors de la Conférence de Copenhague de 2009 sur le climat. Elle a été maître de conférences invitée à l'Université de Cambridge pour le cours de mastère de Conservation Leadership dans les années 2010. Foden a été membre du comité directeur du Groupe de Spécialistes du Changement Climatique de la Commission de Survie des Espèces de l'UICN pendant de nombreuses années et est administratrice de l'Environment Africa Trust.
À compter de 2016, Foden préside le Groupe de Spécialistes du Changement Climatique de l'UICN quand l'équipe a créé de nouvelles lignes directrices pour la communauté de la conservation, afin d'évaluer la vulnérabilité des espèces au changement climatique. En même temps, elle est aussi chercheuse "Senior" à l'Université de Stellenbosch, en Afrique du Sud.

### Présentations scientifiques
- Strategic Approaches for Enhancing Climate Change Adaptation of Species and Ecosystems (slideshare, 26 pages)